# Riccardo Lattanzi
Riccardo Lattanzi (Ancona, 1934. április 10. – Róma, 1991. július 13.) olasz nemzetközi labdarúgó-játékvezető. Polgári foglalkozása ügyvéd.

## Pályafutása

### Nemzeti játékvezetés
A küldési gyakorlat szerint rendszeres partbírói tevékenységet is végzett. 1968-ban lett a Serie A játékvezetője. Az aktív nemzeti játékvezetéstől 1981-ben vonult vissza. Első ligás mérkőzéseinek száma: 134.

#### Nemzeti kupamérkőzések
Vezetett kupadöntők száma: 1.

##### Olasz labdarúgókupa
Az olasz JB szakmai felkészültségének elismeréseként felkérte a döntő mérkőzés irányítására.
| Időpont          | Helyszín               | Mérkőzés típusa | Mérkőzés                    | Eredmény |
| ---------------- | ---------------------- | --------------- | --------------------------- | -------- |
| 1976. június 21. | Olimpiai Stadion, Róma | döntő           | SSC Napoli–Hellas Verona FC | 4 : 0    |

### Nemzetközi játékvezetés
Az Olasz labdarúgó-szövetség Játékvezető Bizottsága (JB) terjesztette fel nemzetközi játékvezetőnek, a Nemzetközi Labdarúgó-szövetség (FIFA) 1972-től tartotta nyilván bírói keretében. A FIFA JB központi nyelvei közül a angolt beszélte. Több nemzetek közötti válogatott és klubmérkőzést vezetett vagy partbíróként tevékenykedett. Az olasz nemzetközi játékvezetők rangsorában, a világbajnokság-Európa-bajnokság sorrendjében többedmagával a 18. helyet foglalja el 6 találkozó szolgálatával. Az aktív nemzetközi játékvezetéstől 1981-ben búcsúzott. Válogatott mérkőzéseinek száma: 7.

#### Labdarúgó-világbajnokság
A világbajnoki döntőhöz vezető úton Argentínába  a XI., az 1978-as labdarúgó-világbajnokságra ésSpanyolországba a XII., az 1982-es labdarúgó-világbajnokságra a FIFA JB játékvezetőként alkalmazta.

##### 1978-as labdarúgó-világbajnokság

###### Selejtező mérkőzés
| Időpont           | Helyszín               | Mérkőzés típusa    | Mérkőzés       | Eredmény | Nézők |
| ----------------- | ---------------------- | ------------------ | -------------- | -------- | ----- |
| 1977. március 17. | Központi Stadion, Doha | AFC/OFC 4. csoport | Kuvait–Bahrein | 2 : 1    |       |
| 1977. március 21. | Központi Stadion, Doha | AFC/OFC 4. csoport | Katar–Kuvait   | 1 : 4    |       |

##### 1982-es labdarúgó-világbajnokság

###### Selejtező mérkőzés
| Időpont           | Helyszín                     | Mérkőzés típusa           | Mérkőzés      | Eredmény | Nézők  |
| ----------------- | ---------------------------- | ------------------------- | ------------- | -------- | ------ |
| 1980. december 3. | Vasil Levski Stadion, Szófia | előselejtező (1. csoport) | Bulgária–NSZK | 1 : 3    | 60 000 |

#### Labdarúgó-Európa-bajnokság
Az európai-labdarúgó torna döntőjéhez vezető úton Jugoszláviába az V., az 1976-os labdarúgó-Európa-bajnokságra és Olaszországba a VI., az 1980-as labdarúgó-Európa-bajnokságra az UEFA JB játékvezetőként foglalkoztatta.

##### 1976-os labdarúgó-Európa-bajnokság

###### Selejtező mérkőzés
| Időpont           | Helyszín                      | Mérkőzés típusa           | Mérkőzés          | Eredmény | Nézők száma |
| ----------------- | ----------------------------- | ------------------------- | ----------------- | -------- | ----------- |
| 1975. április 30. | St. Jakob Park Stadion, Bázel | előselejtező (6. csoport) | Svájc–Törökország | 1 : 1    | 21 965      |

##### 1980-as labdarúgó-Európa-bajnokság

###### Selejtező mérkőzés
| Időpont           | Helyszín                   | Mérkőzés típusa           | Mérkőzés            | Eredmény | Nézők száma |
| ----------------- | -------------------------- | ------------------------- | ------------------- | -------- | ----------- |
| 1978. október 25. | Steaua Stadion, Bukarest   | előselejtező (3. csoport) | Románia–Jugoszlávia | 3 : 2    | 25 000      |
| 1979. november 1. | Nemzeti Stadion, Lisszabon | előselejtező (2. csoport) | Portugália–Norvégia | 3 : 1    | 45 000      |

#### Olimpiai játékok
Az 1980. évi nyári olimpiai játékok labdarúgó tornáján a FIFA JB játékvezetői szolgálattal bízta meg. A Csehszlovákia – NDK döntőt irányító Eldar Muhtarovics Azim-Zagye második számú partbírójaként tevékenykedett.

##### 1980. évi nyári olimpiai játékok
| Időpont          | Helyszín                 | Mérkőzés típusa              | Mérkőzés             | Partbírók                                 | Eredmény |
| 1980. július 25. | Kirov Stadion, Leningrád | csoportmérkőzés (B. csoport) | Csehszlovákia–Kuvait | Luis Paulino Siles/Emilio Carlos Guruceta | 0 : 0    |

#### Nemzetközi kupamérkőzések
Vezetett kupadöntők száma: 1.

##### Kupagyőztesek Európa-kupája
Nemzetközi pályafutásának végén, búcsúzásként az UEFA JB megbízta a döntő találkozó irányításával.
| Időpont         | Helyszín                 | Mérkőzés típusa | Mérkőzés                               | Eredmény | Nézők száma |
| --------------- | ------------------------ | --------------- | -------------------------------------- | -------- | ----------- |
| 1981. május 13. | Rheinstadion, Düsseldorf | döntő           | SZK Dinamo Tbiliszi–FC Carl Zeiss Jena | 2 : 1    | 4 750       |

#### A magyar labdarúgó-válogatott mérkőzései (1902–1929)
| Időpont         | Helyszín             | Mérkőzés típusa     | Mérkőzés               | Eredmény | Nézők száma |
| --------------- | -------------------- | ------------------- | ---------------------- | -------- | ----------- |
| 1980. június 4. | Népstadion, Budapest | válogatott mérkőzés | Magyarország –Ausztria | 1 – 1    | 20 000      |

## Sportvezetőként
Az Olasz Labdarúgó-szövetség JB oktatását segítette, rendszeresen fordította az Board szabálykönyveit, módosításait, döntvényeit. A római játékvezetők elismerésére 1992-ben saját nevével alapítványt hozott részre.

## Sikerei, díjai
- 1968-ban megkapta az AIA Modena által 1954-ben alapított Florindo Longagnani díjat, amit a legjobb, fiatal Serie A játékvezetőnek adnak.
- 1975-ben az olasz JB éves teljesítménye alapján a Dr. Giovanni Mauro alapítvány elismerő díjával jutalmazta.
- 1977-ben megkapta a Giovanni Galeati elismerést, a szezon legjobb nemzetközi teljesítményért.
- 1980-ban megkapta a Generoso Dattilo elismerést, a szezon legjobb nemzetközi bírójaként.
- 1992-ben megkapta a Saverio Giulini (posztumusz) elismerést, a legjobb AIA menedzserének.

## Külső hivatkozások
- Riccardo Lattanzi. World Referee. (Hozzáférés: 2011. március 9.)[halott link]
- Riccardo Lattanzi. zerozerofootball.com. (Hozzáférés: 2011. március 9.)
- Riccardo Lattanzi. footballdatabase.eu. (Hozzáférés: 2011. március 9.)
- Riccardo Lattanzi. scoreshelf.com. [2015. április 8-i dátummal az eredetiből archiválva]. (Hozzáférés: 2011. március 9.)
- Riccardo Lattanzi. eu-football.info. (Hozzáférés: 2013. július 16.)

| Elődje: Alberto Picasso | Florindo Longagnani díj 1967–1968 | Utódja: Gaetano Mascali |

| Elődje: Alberto Michelotti | Giovanni Mauro díj 1974–1975 | Utódja: Gianfranco Menegali |

| Elődje: Alberto Michelotti | Olasz labdarúgókupa döntő 1975–1976 | Utódja: Cesare Gussoni |

| Elődje: Vojtěch Christov | KEK döntő 1980–1981 | Utódja: Walter Eschweiler |

1. 1 2  https://eu-football.info/_referee.php?id=1256. (Hozzáférés: 2022. november 5.)